# 屠黍
屠黍（?—?），一作屠餘，春秋末年、战国初年晋国人。
屠黍是晋出公的太史。他发现晋国内政不修，出公骄纵没有德义，于是带着他的图法归东周。西周威公曾和他一起议论天下的国家哪个先亡，他回答以晋国先亡，中山国其次。都被应验。又预言周威公将亡，周威公害怕，于是优礼国家长者，采纳谏议，除去苛令，来图存。